# Charlotte's Web (2006)
Charlotte's Web (no Brasil, A Menina e o Porquinho; em Portugal, A Teia da Carlota), é um filme americano de 2006, dirigido por Gary Winick, com roteiro baseado no popular livro de E. B. White. O desenhista de produção, Stuart Wurtzel, foi fiel às características do pequeno aracnídeo, dando-lhe movimentos e aparência reais. Este é o segundo adaptação do livro, na animação de mesmo nome feita pela Hanna-Barbera Charlotte's Web.

## Sinopse
O filme começa em uma fazenda durante a primavera no estado do Maine. Quando Fern Arable (Dakota Fanning) percebe que seu pai tem planos para matar os filhotes de um porco, com sucesso convence-lhe que não. Ele dá um porco para Fern, que o chama de Wilbur e o coloca como um animal de estimação. Mas, quando Wilbur se torna um adulto, Fern é obrigada a levá-lo para a fazenda Zuckerman, onde ele será preparado para um jantar planejado.
Charlotte (Julia Roberts) é uma aranha que vive acima da pocilga onde Wilbur vive, eles se tornam amigos e ela decide ajudar a evitar ser comido. Com a ajuda de outros animais do celeiro, incluindo um rato chamado Templeton (Steve Buscemi), Charlotte tentou convencer a família que Wilbur é um animal especial.

## Produção
Charlotte's Web foi filmado, em grande parte, na Austrália, mas, como não estava no outono na época, algumas árvores foram pintadas de amarelo e laranja, com tintas não-tóxicas. A atriz Dakota Fanning, de apenas 12 anos, protagonizou o filme Hounddog que contém uma polêmica cena de estupro interpretada por ela mesma. A trilha sonora em acústico é a música Never Alone, da banda Barlow Girl.

## Elenco
- Dakota Fanning - Fern, a Menina
- Julia Roberts - Charlotte, a Aranha
- Dominic Scott Kay - Wilbur, o Porquinho
- Oprah Winfrey - Gussy, a Gansa
- John Cleese - Samuel, o Carneiro
- Kathy Bates - Bitsy, a Vaca
- Robert Redford - Ike, o Cavalo
- Steve Buscemi - Templeton, o Camudongo
- Thomas Haden Church e Andre 3000 - Corvos
- Elle Fanning - Lindsay Claire, a Neta